# كونرسفيل
كونرسفيل (إنديانا) (بالإنجليزية: Connersville, Indiana)‏ هي مدينة تقع في الولايات المتحدة في مقاطعة فاييت (إنديانا). يقدر عدد سكانها بـ 13,481 نسمة ومساحتها 20.12 كم2 وترتفع عن سطح البحر 251 متر.

## التركيبة السكانية
قام مكتب تعداد الولايات المتحدة بتحديد بيانات التركيبة السكانية لكونرسفيلفي تعداد الولايات المتحدة. في ما يلي، التركيبة السكانية حسب تعدادي 2000 و2010.

### تعداد عام 2000
بلغ عدد سكان كونرسفيل 15,411 نسمة بحسب تعداد عام 2000، وبلغ عدد الأسر 6,382 أسرة وعدد العائلات 4,135 عائلة مقيمة في المدينة.
وتوزع التركيب العرقي للمدينة بنسبة.
None
None

### تعداد عام 2010
بلغ عدد سكان كونرسفيل 13,481 نسمة بحسب تعداد عام 2010، وبلغ عدد الأسر 5,582 أسرة وعدد العائلات 3,506 عائلة مقيمة في المدينة. في حين سجلت الكثافة السكانية 1,739.5 نسمة لكل ميل مربع (671.6/كم2). وبلغ عدد الوحدات السكنية 6,450 وحدة بمتوسط كثافة قدره 832.3 لكل ميل مربع (321.4/كم2).
وتوزع التركيب العرقي للمدينة بنسبة 95.7% من البيض و 0.2% من الأمريكيين الأصليين و 0.3% من الأمريكيين ذوي الأصول الآسيوية و 2.1% من الأمريكيين الأفارقة و 1.3% من عرقين مختلطين أو أكثر.
بلغ عدد الأسر 5,582 أسرة كانت نسبة 31.1% منها لديها أطفال تحت سن الثامنة عشر تعيش معهم، وبلغت نسبة الأزواج القاطنين مع بعضهم البعض 41.9% من أصل المجموع الكلي للأسر، ونسبة 15.2% من الأسر كان لديها معيلات من الإناث دون وجود شريك، بينما كانت نسبة 5.8% من الأسر لديها معيلون من الذكور دون وجود شريكة وكانت نسبة 37.2% من غير العائلات. تألفت نسبة 31.6% من أصل جميع الأسر من أفراد ونسبة 13.8% كانوا يعيش معهم شخص وحيد يبلغ من العمر 65 عاماً فما فوق. وبلغ متوسط حجم الأسرة المعيشية 2.95، أما متوسط حجم العائلات فبلغ 2.37.
بلغ العمر الوسطي للسكان 39.4 عاماً. وكانت نسبة 24.2% من القاطنين تحت سن الثامنة عشر، وكانت نسبة 8.2% بين الثامنة عشر والأربعة وعشرون عاماً، ونسبة 24.3% كانت واقعةً في الفئة العمرية ما بين الخامسة والعشرون حتى والأربعة وأربعون عاماً، ونسبة 25.6% كانت ما بين الخامسة والأربعون حتى الرابعة والستون، ونسبة 17.7% كانت ضمن فئة الخامسة والستون عاماً فما فوق. وتوزع التركيب الجنسي للسكان بنسبة 47.7% ذكور و52.3% إناث.

## مشاهير من كونرسفيل
- هوارد جارنز: مهندس معماري من الولايات المتحدة الأمريكية اشتهر باختراع لعبة سودوكو ولد عام 1905 وتوفي عام 1989.